# Vlieland-Ouest
Vlieland-Ouest, (en frison : West-Flylân), était un village sur l'île de Vlieland. Il est mentionné dès le XIVe siècle. Il était à la pointe ouest de l'île et était connu sous le nom de Westeyende.

## Population
Le village était un principalement peuplé de pêcheurs, notamment des pêcheurs de baleines se rendant au Groenland.
Il possédait son église, construite au Moyen Âge. Il avait aussi un moulin, une maison de correction et un hospice. Le village avait sa propre flotte de pêche et brassé sa propre bière, un moulin construit en 1647, une école, une Maison-Dieu. La tour de l'hôtel de ville servait de phare.
Johan van Oldenbarnevelt a donné un blason au village représentant un arbre sec. En 1600 le village comptait encore 1 000 habitants. Nicolas Cruquius y est né en 1678

## L'avancée de la mer
La digue construite en 1630 entre Texel et Eierland a modifié les courants marins. La mer l'a graduellement conquis et en 1736 il ne restait plus que deux maisons. L'endroit où se trouvait ce village se trouvait en 1857 à 27 mètres de fond.